# 大原博夫
大原 博夫（おおはら ひろお、1894年〈明治27年〉3月15日 - 1966年〈昭和41年〉1月11日）は日本の政治家、医師。衆議院議員（2期、社会革新党）。広島県会議員、同議長。広島県知事（第48、49、50代）。広島県医師会長、日本医師会理事、
三女は参議院議長を務めた藤田正明の妻。広島県知事を務めた藤田雄山は孫。

## 経歴
広島県豊田郡大河村（後の河内町、現東広島市）出身。医師・大原弥八の長男。1913年、広島県立広島中学校（現広島県立広島国泰寺高等学校）卒業。1920年、東京慈恵会医院医学専門学校（現東京慈恵会医科大学）卒業。父の医業を継ぎ、自宅で開業する。
県会議員を5期務めた。1943年、県医師会長に選出された。1946年、第22回衆議院議員総選挙に協同民主党公認で出馬し衆議院議員に当選した。協同民主党常任中央委員、国民協同党中央常任委員となる。社会革新党常任中央執行委員会議長を務めた。1951年、広島県知事の楠瀬常猪が参議院に鞍替え、大原は同知事選挙に出馬、当選。
大竹市へ石油コンビナート、福山市へ日本鋼管（現JFEスチール）誘致に成功し、広島港の改修と埋め立て、広島空港の開設、県立医科大学の国立移管、県立農業短期大学の設置を実現。しかし1962年、県議会で「大判小判事件」と呼ばれるスキャンダルが表面化、3期目途中で辞任し、引退した。
1964年1月、広島県賀茂郡河内町奨学資金貸付金として100万円寄付により同年10月17日紺綬褒章受章、功績顕著として木杯台付一組を賜った。長年、村会町会県会議員や町長として公共の福祉に奉仕して地方自治の発展に貢献したとして同年、藍綬褒章受章。
1965年春の叙勲で勲二等瑞宝章受章。
1966年1月11日死去、71歳。死没日をもって従三位に叙される。

## 人物
- 趣味は読書[6][13]。宗教は真宗[6][13]。住所は広島県豊田郡河内町河戸[6]（現東広島市）。
- 広島市中区加古町にある広島県職員原爆犠牲者慰霊碑（1958年8月6日建立）には、知事として大原の名が刻まれている[14]。

## 家族・親族
大原家
- 父・弥八（医師）[8]
- 母（1871年 - ?、広島、馬場清安の長女）[13]
- 弟・茂樹（国際通運大阪支店長[13]、1897年[13] - ?、1924年に明治大学商学部卒業[15]）
- 妻・トシ（1896年 - ?、広島、木村徹量の二女）[13]
- 長男（1930年 - ）[6]
- 女（1922年 - ）[13]
- 二女（1926年 - ）[13]
- 三女（広島、藤田正明の妻）[7]